# Flora e fauna del Marocco

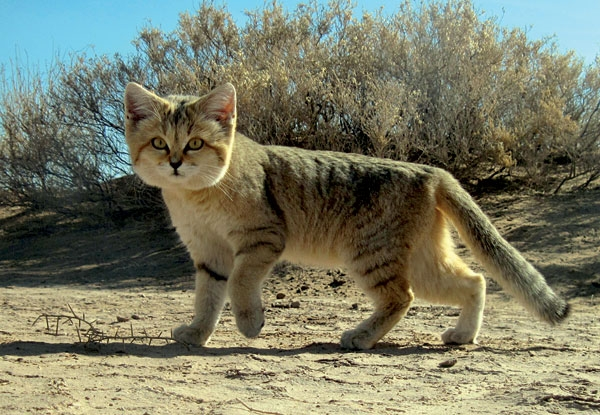
Il gatto delle sabbie vive nelle aree desertiche del paese.

Il territorio del Marocco è costituito da un'ampia gamma di terreni e di climi, che hanno reso possibile lo sviluppo di una grande biodiversità. Le aree costiere sono caratterizzate da un clima e da una vegetazione di tipo mediterraneo, mentre nell'interno la catena dell'Atlante è ammantata da foreste. Più a sud, i margini del deserto del Sahara sono estremamente aridi. I grandi mammiferi non sono particolarmente numerosi, mentre roditori, pipistrelli e altri piccoli mammiferi sono ben rappresentati. Nel paese sono state registrate 490 specie di uccelli.

## Geografia

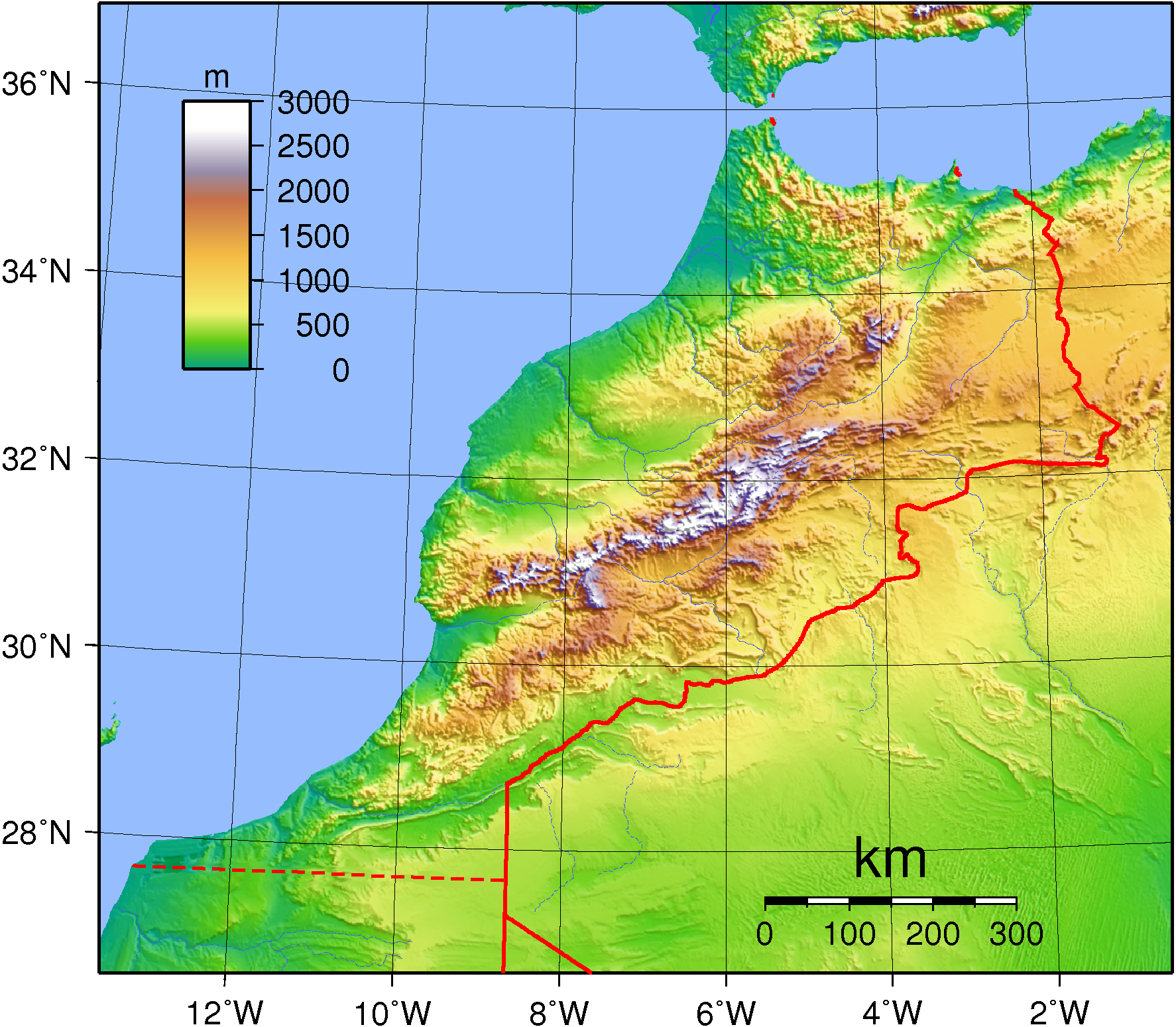
Topografia del Marocco.

Il Marocco è un paese dell'Africa nord-occidentale che confina con il Sahara Occidentale a sud-ovest e con l'Algeria a sud e ad est. Il lungo tratto costiero si affaccia sull'oceano Atlantico a nord e ad ovest e sullo stretto di Gibilterra e il mar Mediterraneo a nord. La morfologia è piuttosto varia: a nord si trova una pianura costiera, mentre molte catene montuose si estendono da est ad ovest nel resto del paese: tra queste ricordiamo il Rif nella parte settentrionale e la catena dell'Atlante più a sud. Lungo i confini meridionali le colline ai piedi dell'Atlante si fondono con i margini del deserto del Sahara.
La pianura costiera ha un clima mediterraneo, ma è influenzata dalla fredda corrente delle Canarie che risale in superficie in prossimità della costa; ciò conferisce alla regione inverni umidi ed estati calde. Le montagne del Rif si innalzano fino a 2455 m e presentano creste montuose incise da gole e valli e ammantate da foreste di cedri dell'Atlante, querce da sughero, lecci e abeti del Marocco. Il clima qui è mediterraneo, con precipitazioni annue fino a 2000 mm, estati calde e inverni miti. Le montagne del Medio e dell'Alto Atlante hanno un clima più continentale, con inverni più freddi ed estati più calde. Ad altitudini superiori ai 1000 m il clima diviene alpino, con estati calde e inverni molto freddi. A queste altitudini le foreste lasciano il posto a prati alpini e il terreno è caratterizzato da cime pianeggianti, falesie terrazzate, scarpate e profonde gole.

## Flora
In passato il Marocco formava un ponte di terra tra l'Africa e l'Europa e, di conseguenza, la flora è molto varia: comprende circa 3900 specie di piante appartenenti a 981 generi e 155 famiglie. Le famiglie meglio rappresentate, alle quali appartiene più della metà del numero complessivo di specie, sono le Apiacee, le Asteracee, le Brassicacee, le Cariofillacee, le Fabacee, le Lamiacee, le Liliacee e le Poacee. I generi più diversificati, ognuno dei quali contiene più di 40 specie, sono Silene, con circa 70 specie, seguito da Centaurea, Ononis, Teucrium, Euphorbia, Trifolium e Linaria.
Più del 20% delle piante vascolari del paese (circa 607 specie) sono endemiche del Marocco. Di queste, i generi Silene e Teucrium comprendono ciascuno oltre 25 specie endemiche. Altri generi con un gran numero di taxa endemici sono Ononis, Centaurea, Fumaria, Rhodanthemum, Linaria, Thymus, Astragalus, Bupleurum e Limonium.
Le pianure costiere e i bassopiani danno sostentamento a una comunità di piante di tipo mediterraneo. Queste aree sono intensamente coltivate a cereali, ortaggi e alberi da frutta. Qui il paesaggio è dominato dagli ulivi, ma ci sono anche estesi frutteti e, in alcuni punti, grandi piantagioni di eucalipti introdotti che hanno trasformato il paesaggio.
La zona centrale, dove si trovano le catene montuose principali dell'Atlante, è ricoperta da una foresta di cedri. Il Prunus dulcis viene coltivato nelle valli. Nella fascia dei prati subalpini sono presenti Acantholimon, Astragalus e Onobrychis, numerose specie endemiche e l'abbondante Vicia canescens.
La zona meridionale del paese è costituita dalle montagne del Piccolo Atlante e dai margini semiaridi e aridi del deserto del Sahara. Qui la vegetazione – arbusti e cespugli che crescono in un terreno sabbioso – ha dovuto adattarsi a condizioni di estrema aridità. Tra le specie presenti figurano Tamarix, Retama retam, Ziziphus e Pistacia atlantica. Le oasi si sviluppano ovunque si trovi acqua nei pressi della superficie.

## Fauna

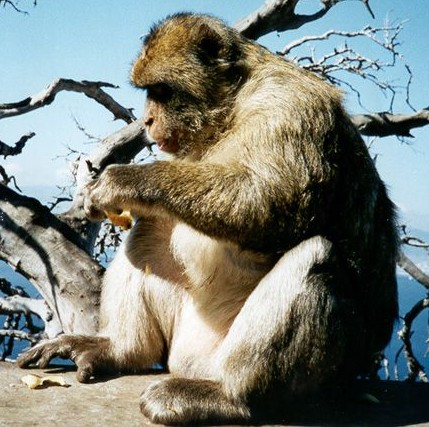
Una bertuccia.

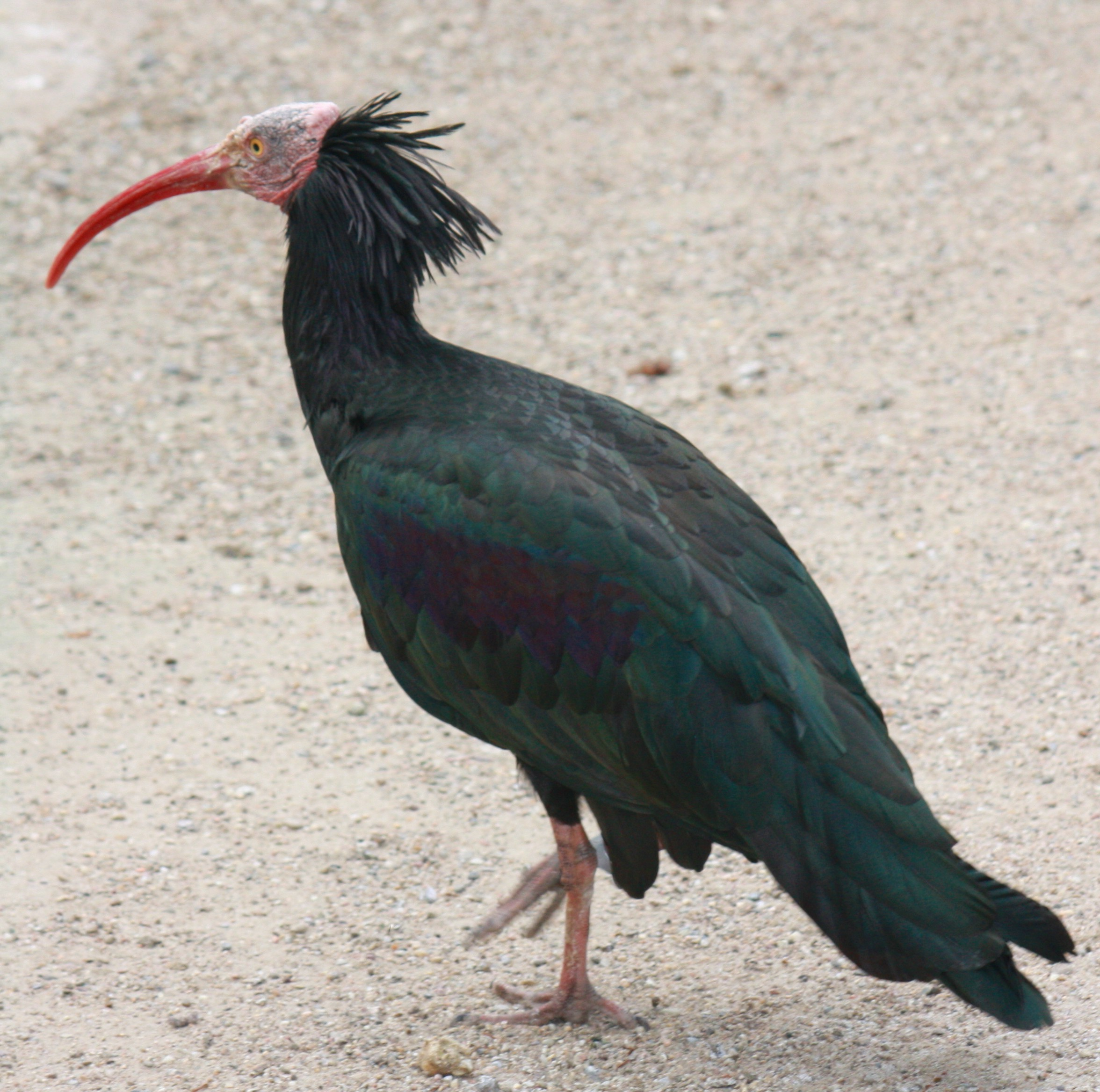
L'ibis eremita, l'unica specie di uccello endemica del Marocco.

Uno dei mammiferi più conosciuti del Marocco è la bertuccia, l'unica scimmia africana presente a nord del Sahara. Vive nelle foreste e nelle zone più remote del Rif, del Medio e dell'Alto Atlante, nonché sulla Rocca di Gibilterra all'estremità meridionale dell'Europa. Il numero di esemplari in Marocco è in diminuzione a causa della riduzione dell'habitat dovuta al disboscamento, alla creazione di nuove aree agricole e al pascolo eccessivo.
Altri grandi mammiferi presenti nel paese, anche se non troppo numerosi, sono la gazzella di Cuvier, l'ammotrago, il cervo berbero e il cinghiale. Tra i carnivori ricordiamo il fennec, il gatto delle sabbie, la donnola, la zorilla della Libia, la mangusta egiziana, la iena striata e la foca monaca. Tra i mammiferi più piccoli figurano lepri del Capo, istrici, scoiattoli terrestri, gerbilli, merioni, gerboa, ratti e topi. Ci sono oltre venti specie di pipistrelli e una dozzina di specie di balene e delfini. Il Marocco è particolarmente ricco di rettili, con oltre novanta specie registrate. Tra queste ci sono piccoli serpenti, il geco comune e la lucertola spagnola. Tra gli anfibi ricordiamo il rospo berbero e il discoglosso dipinto.
Attraverso lo stretto di Gibilterra e il Marocco passa una rotta migratoria utilizzata dagli uccelli che si spostano dall'Europa occidentale al Nordafrica e viceversa. Nel paese sono state registrate 490 specie di uccelli, molte delle quali di passaggio o svernanti. Tuttavia solo una di esse è endemica, l'ibis eremita (Geronticus eremita); le specie in via di estinzione sono circa 12: il gobbo rugginoso (Oxyura leucocephala), la berta delle Baleari (Puffinus mauretanicus), il già menzionato ibis eremita, il capovaccaio (Neophron percnopterus), l'avvoltoio orecchiuto (Torgos tracheliotos), il capovaccaio pileato (Necrosyrtes monachus), il grifone africano (Gyps africanus), il grifone di Rueppell (Gyps rueppelli), la pavoncella gregaria (Vanellus gregarius), il chiurlottello (Numenius tenuirostris), il piovanello beccosottile (Calidris tenuirostris) e il falco sacro (Falco cherrug). Altri uccelli dall'areale ristretto al Nordafrica sono il picchio di Levaillant (Picus vaillantii), il codirosso algerino (Phoenicurus moussieri) e la bigia di Tristram (Curruca deserticola).